# پتروس پلانسیوس

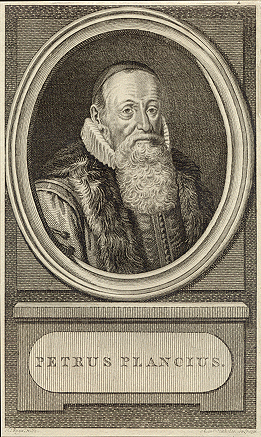
پتروس پلانسیوس. J. Buys/Rein. Vinkeles (۱۷۹۱)

پتروس پلانسیوس (به انگلیسی: Petrus Plancius)، زیسته (۱۵۵۲ تا ۱۵ مه ۱۶۶۲)، اخترشناس، نقشه‌نگار و روحانی فلاندری بود. او با نام پیتر Platevoet در دِرَناوتِر، امروز قسمتی از هوولانت در غرب فلاندر، متولد شد. او الهیات را در آلمان و انگلستان مورد مطالعه قرار داد. در سن ۲۴ سالگی او یک کشیش در کلیسای اصلاحی هلندی شد.
به دلیل ترس برای پیگرد قانونی مذهبی توسط تفتیش عقاید مذهبی، پس از آنکه شهر در ۱۵۸۵ به دست اسپانیایی‌ها افتاد او از بروکسل فرار و به آمستردام رفت. او در آنجا به ناوبری و نقشه‌کشی علاقه‌مند شد. او به اندازهٔ کافی خوش شانس بود تا به نمودار دریایی که به تازگی از پرتغال به ارمغان آورده شده‌بود دست‌رسی یابد. او به زودی به عنوان یک متخصص در مسیرهای حمل و نقل به هند به رسمیت شناخته شد. او بشدت به ایدهٔ استفاده از گذر دریای شمال از راه آمریکای شمالی؛ تا شکست سومین مأموریت ویلم بارنتز در سال ۱۵۹۷ که احتمال چنین گزینه‌ای را از میان برد، همچنان باور داشت.